# دیوید فیلو
دیوید فیلو (انگلیسی: David Filo؛ زادهٔ ۲۰ آوریل ۱۹۶۶) یک کارآفرین، و بازرگان اهل ایالات متحده آمریکا است.